# Partit Laburista
Partit Laburista er et socialdemokratisk og siden 2013 regeringsbærende parti på Malta, det blev grundlagt 15. oktober 1920. Partiet har med 39 pladser i Maltas parlament, og 3 i Europa-Parlamentet. Partiets nuværende leder er Joseph Muscat.